# 裴忌
裴 忌（はい き、522年 - 594年）は、南朝梁から隋にかけての軍人。字は無畏。本貫は河東郡聞喜県。

## 経歴
裴之平の子として生まれた。若くして聡明俊敏で、史伝にすこぶる通じた。梁の豫章王法曹参軍を初任とした。侯景の乱が起こると、兵を徴募して陳霸先の下で侯景軍を討った。功績により寧遠将軍の位を受けた。紹泰元年（555年）、陳霸先が王僧弁を殺害し、王僧弁の弟の王僧智が挙兵して呉郡に拠ると、陳霸先は黄他を派遣して呉郡を攻めさせたが、勝利できなかった。裴忌は陳霸先の命を受けて銭塘から呉郡におもむき、郡城に夜襲をかけた。王僧智は大軍がやってきたものと錯覚して、軽舟で杜龕のもとに逃れ、裴忌は呉郡に入ることができた。陳霸先の賞賛を受け、呉郡太守に任じられた。
永定元年（557年）、陳が建国されると、召されて左衛将軍となった。天嘉元年（560年）、持節・南康郡内史として出向した。天嘉年間、義安郡太守の張紹賓が郡に拠って反乱を起こすと、裴忌は文帝の命を受けて持節・都督嶺北諸軍事となり、兵を率いて反乱の鎮圧にあたった。凱旋すると散騎常侍・司徒左長史となった。天嘉5年（564年）、雲麾将軍・衛尉卿に任じられ、東興県侯に封じられた。
光大元年（567年）、湘州刺史の華皎が起兵して反乱を起こすと、裴忌は安成王陳頊の命を受けて総知中外城防諸軍事をつとめ、反乱の鎮圧にあたった。華皎の乱が平定されると、翌年に陳頊（宣帝）が即位した。太建元年（569年）、裴忌は東陽郡太守に任じられ、楽安県侯に改封された。太建4年（572年）、入朝して太府卿となった。太建5年（573年）、都官尚書に転じた。
呉明徹を総帥とする陳の北伐軍が編成されると、裴忌は本官のまま呉明徹の監軍をつとめた。淮南が平定されると、軍師将軍・豫州刺史に任じられた。太建7年（575年）、使持節・都督譙州諸軍事・譙州刺史に任じられたが、赴任しないうちに、呉明徹と合流して彭城や汴州に進攻した。裴忌は都督となり、呉明徹と連係して進軍した。太建10年（578年）、呂梁の戦いで呉明徹が北周に敗れると、裴忌は捕らえられた。北周に仕えて上開府の位を受け、江夏郡公に封じられた。隋の開皇14年（594年）、長安で死去した。享年は73。
子に裴蘊があった。

## 伝記資料
- 『陳書』巻25 列伝第19
- 『南史』巻58 列伝第48
- 『隋書』巻67 列伝第32